# Фурса, Леонид Петрович
Фурса Леонид Петрович (род. 5 июня 1946, Новая Таволжанка, Белгородская область, СССР) —  первый заместитель главнокомандующего ВВС Украины в период с 1999 по 2004 годы.

## Биография

### Учёба и прохождение службы
Фурса Леонид Петрович родился 5 июня 1946 в селе Новая Таволжанка Белгородской области. С 1953 проходил обучение в местной средней школе. После окончания обучения в 1964 году стал курсантом в Харьковском высшем военном авиационном училище лётчиков имени С.И. Грицевца (ХВВАУЛ). В 1966 году совершил свой первый полёт на учебном самолёте Л-29. На момент выпуска в 1968 году также освоил МиГ-17 и МиГ-21Ф-13. Будучи одним из лучших учеников и имея налёт в 242 часа, Леонид получил должность лётчика-инструктора в 809-УАП (Ахтырка). С 1969 по 1976гг прошёл становление на разных должностях в 812-УАП (Купянск), а в 1975 году был назначен заместителем командира учебного полка. В 1976 году, имея звание майор, был награждён орденом «За службу Родине в Вооружённых Силах СССР» III степени. В 1979 заканчивает трёхлетнее обучение в Военно-воздушной академии имени Ю. А. Гагарина. В этом же году был направлен для дальнейшего прохождения службы в ГСВГ. В 1980 году назначен должность командиром 773-го истребительного авиационного полка (ИАП). Уже в 1982, будучи командиром полка, получает орден Красной Звезды за отличные результаты вверенного полка по итогам проверки боевой выучки. Согласно плану замены, в 1984 назначен командиром 190-го истребительного авиационного полка.

### Служба в Афганистане
В конце 1985 года Леониду была поставлена задача о подготовке полка к участию в Афганской войне. В июле 1986, после проверки выучки на спецавиабазе Мары, полк перебазируется на аэродромы Баграм и Шинданд. Основными задачами полка было несение боевого дежурства в системе ПВО, нанесение бомбо-штурмовых ударов по заданным целям и ведение воздушной разведки. Выполнив поставленную боевую задачу, полк в полном составе вернулся на аэродром постоянного базирования Канатово. За мужество и героизм, проявленное при выполнении воинского долга по оказанию интернациональной помощи народу Республики Афганистан и умелое руководство полком, Фурса Л. П. был награждён  орденом Красного Знамени и  орденом Ленина.

### Боевое ранение
16 апреля 1987 года Леонид Петрович выполнял задачу по нанесению удара по базе боевиков в районе Джавары. При выполнения маневра для атаки цели, в самолёт попала ракета класса воздух-воздух, выпущенная с истребителя F-16 Пакистанских ВВС . Сбросив бомбы в район цели, вывел самолёт из пикирования и направил истребитель в сторону Кабула. Но после потери управления самолётом - был вынужден катапультироваться. Место приземления прикрывали лётчики группы во главе с начальником политотдела полка подполковником Оспищевым А. И. В дальнейшем по прибытии вертолёта поисково-спасательной группы, был эвакуирован в военный госпиталь (Кабул). Это был 388-й боевой вылет.

### Служба после Афганистана
Пройдя годичное лечение после ранения, добившись разрешения на выполнение лётной работы, продолжал руководить 190-м ИАП. В октябре 1987 был назначен заместителем командира 138-й ИАД, а в августе 1989 - командиром. В феврале 1990 Леониду Петровичу было присвоено звание генерал-майор авиации.

### Служба в Украине
С получением независимости Украины, Леонид Петрович активно проводил работу по приведению частей дивизии к воинской присяге на верность народу Украины. 13 января 1992 управление дивизии и подчиненные части гарнизона Миргород были приведены к присяге. Возглавляя истребительную авиационную дивизию в Миргороде, стал делегатом от Полтавы на I Всемирном форуме украинцев. В июне 1994 года был назначен на должность заместителя командующего 14-й воздушной армии, а в ноябре 1995 был назначен командиром 14-го авиационного корпуса. В августе 1998 указом президента Украины было присвоено звание генерал-лейтенант. С декабря 1998 по июнь 1999 года проходил службу на должности Генерал-инспектор ВВС - заместитель главного инспектора МО Украины. В 1999 году был назначен первым заместителем главнокомандующего ВВС Украины. С 1 сентября 2004 года уволился из ВС Украины.

## Награды
- Орден Ленина
- Орден «За службу Родине в Вооружённых Силах СССР» III степени
- Орден Красного Знамени
- Орден Красной Звезды
- Орден Богдана Хмельницкого (Украина) III степени
- Более 30 медалей